# MSC Seascape
Die MSC Seascape ist ein 2022 in Dienst gestelltes Kreuzfahrtschiff der Reederei MSC Cruises und die zweite Einheit der Seaside-Evo-Klasse, einer vergrößerten Version der MSC Seaside.

## Geschichte
Die MSC Seascape wurde kurz vor der Ablieferung der MSC Seaside im November 2017 mit geplanter Fertigstellung im Jahr 2023 gemeinsam mit der MSC Seashore in Auftrag gegeben. Wie ihr Schwesterschiff MSC Seashore stellt auch die MSC Seascape eine vergrößerte Version der Seaside-Klasse dar, weshalb sie zur Unterscheidung als Seaside-Evo-Klasse bezeichnet werden.
Die MSC Seascape wurde im Juni 2021 auf Kiel gelegt. Im November 2021 wurde das Schiff ausgedockt. Die Übernahme des Schiffes durch MSC Cruises erfolgte am 16. November 2022, die Jungfernfahrt begann zwei Tage später mit einer Reise von Italien nach New York City. Dort erfolgte am 7. Dezember 2022 auch die Taufe durch die per Videobotschaft zugeschaltete Sophia Loren, die bereits bei mehreren Schiffe der Reederei als Taufpatin fungierte. Das Taufband durchschnitt stellvertretend Alexa Aponte-Vago, die Tochter des Gründers der MSC Group, Gianluigi Aponte.  Im selben Monat traf die MSC Seascape in Miami ein, wo sie den regulären Kreuzfahrtdienst aufnahm.
Am 19. Januar 2023 erlitt die MSC Seascape während einer Kreuzfahrt in der Karibik einen teilweisen Maschinenausfall, durch den das Schiff seine Reise nur mit verringerter Geschwindigkeit fortsetzen konnte. Die Route der Kreuzfahrt musste dementsprechend verkürzt werden.

## Ausstattung
Die Ausstattung der MSC Seascape stellt eine Hommage an die Stadt New York dar. So trägt der Shopping- und Unterhaltungsbereich des Schiffes den Namen Times Square, im Atrium des Schiffes befindet sich eine 8,5 Meter hohe LED-Wand mit einer Projektion der Skyline von Manhattan. Im Casino des Schiffes steht zudem eine drei Meter hohe Nachbildung der Freiheitsstatue. Zu den weiteren Einrichtungen an Bord zählen ein Kinderclub, ein Spa-Bereich, ein exklusiver Yacht Club mit Solarium, Whirlpool und Butlerservice sowie ein Theater. An Deck befindet sich der Wasserpark Aqua Coves, der Marina Pool auf Deck 18 sowie das Fahrgeschäft Robotron, ein sich drehender Roboterarm mit drei Sitzplätzen. Insgesamt hat die MSC Seascape eine Deckfläche von 13.000 Quadratmetern.
Die MSC Seascape wird von MSC Cruises auch aufgrund ihrer modernen Umwelttechnologie beworben. Sie ist als zweites Schiff der Reederei mit einem selektiven katalytischen Reduktionssystem ausgestattet. Zudem verfügt sie unter anderem über ein Hybrid-Abgasreinigungssystem, ein Ballastwasser-Aufbereitungssystem und ein Abwasserbehandlungssystem, welches laut Angaben der Reederei über höhere Reinigungsstandards als Abwasseranlagen an Land besitzt.